# Steinkreise am Lakehead Hill
Die Steinkreise am Lakehead Hill (auch Bellever complex genannt) liegen am Südhang des Lakehead Hill bei Postbridge in Devon in England. Die Nationalpark-Dartmoor-Behörde hat jeden Fundort auf dem Lakehead Hill nummeriert. Ein Kreis liegt in der Nähe eines Steinkreises ohne Kiste; sie tragen die Nummern 12A und 13A. J. Butler nennt sie in seinem „Dartmoor Atlas of Antiquities Vol. 2 – The North“ – No. 5 (Cairn Kreis) und Nr. 6 (Cairn Circle und Cist).

## Der obere Kreis 5
Der obere Kreis hat etwa 6,8 m Durchmesser und umgibt einen nahezu flachen Innenraum. Er besteht aus 10 erhaltenen Platten (4 fehlen). Etwa 40 m südöstlich des Kreises stehen weitere 3 oder 4 Platten, die vermutlich die Überreste einer Steinreihe sind. Einzelne Platten ähnlicher Größe sind in der Nähe zahlreich. 

## Der untere Kreis 6
Der untere Kreis mit einem Durchmesser von 5,6 m liegt 16,0 m zum Südosten und hat auch 10 Platten. Der Innenraum wird durch die große Deckplatte  einer Steinkiste eingenommen, die im Jahre 1896 ausgegraben, aber leer vorgefunden wurde. Wie beim oberen Kreis liegt offenbar im Südosten der Rest eine Steinreihe. 
In der Nähe liegen eine weitere Steinkiste und mehrere Cairns, Hüttenfundamente, Steinkisten, -kreise und -reihen, darunter Lakehead Hill East.